# کپستون سافتور
کپستون (انگلیسی: Capstone) شرکت بازی ویدئویی آمریکایی است، که در سال ۱۹۸۴ تأسیس شد.